# Ligue des communistes de Slovénie

Drapeau de la Ligue des communistes de Slovénie

La Ligue des communistes de Slovénie, ou LCS (en slovène : Zveza komunistov Slovenije, abrégé en ZKS) est la branche slovène de la Ligue des communistes de Yougoslavie, unique parti légal yougoslave entre 1945 et 1989. Elle est fondée en 1937 sous le nom de Parti communiste de Slovénie (Komunistična partija Slovenije, ou KPS), en tant que première branche sub-nationale du Parti communiste yougoslave. Son autonomie est amplifiée par la Constitution de 1974, qui accorde plus de pouvoir aux républiques membres de la Fédération. Le 23 janvier 1990, la LCS dirigée par Milan Kučan quitte le congrès de la LCV, provoquant la dissolution de cette dernière.

## Dirigeants
Secrétaires du comité central de la Ligue des Communistes :
1. Franc Leskošek (1943–1946) (1897–1983 †)
2. Edvard Kardelj (1946–1948) (1910–1979 †)
3. Miha Marinko (1948–1966) (1900–1983 †)
4. Albert Jakopič (1966–1968) (1914–1996 †)
5. Franc Popit (Mars 1969 – Avril 1982) (né en 1921)
6. Andrej Marinc (Avril 1982 – Mai 1986) (né en 1930)
7. Milan Kučan (Mai 1986 – Mai 1990) (né en 1941)

Autres dirigeants influents :
- Boris Kidrič (1912-1953 †)
- Stane Dolanc (1925-1999 †)
- Sergej Kraigher (1914-2001 †)
- Boris Kraigher
- Miha Marinko
- Mitja Ribičič (1919-)
- Ivan Maček (1908-1993 †)
- Prežihov Voranc (1893-1950 †)
- Dragotin Gustinčič
- Stane Kavčič
- Lidija Šentjurc
- Joža Vilfan
- Mirko Košir
- Angela Vode (1892-1985 †)
- Dušan Kermavner
- France Klopčič (1903-1984 †)
- Dušan Pirjevec (1921-1977 †)